# 1512 Oulu
Oulu (asteróide 1512) é um asteróide da cintura principal com um diâmetro de 82,72 quilómetros, a 3,3488441 UA. Possui uma excentricidade de 0,1526676 e um período orbital de 2 869,83 dias (7,86 anos).
Oulu tem uma velocidade orbital média de 14,98208218 km/s e uma inclinação de 6,49381º.
Esse asteróide foi descoberto em 18 de Março de 1939 por Heikki Alikoski.